# Меметово
Меме́тово (рос. Меметово) — присілок у складі Ярського району Удмуртії, Росія.

## Населення
Населення — 44 особи (2010, 86 у 2002).
Національний склад станом на 2002 рік:
- удмурти — 90 %